# 에바 반 데어 고츠

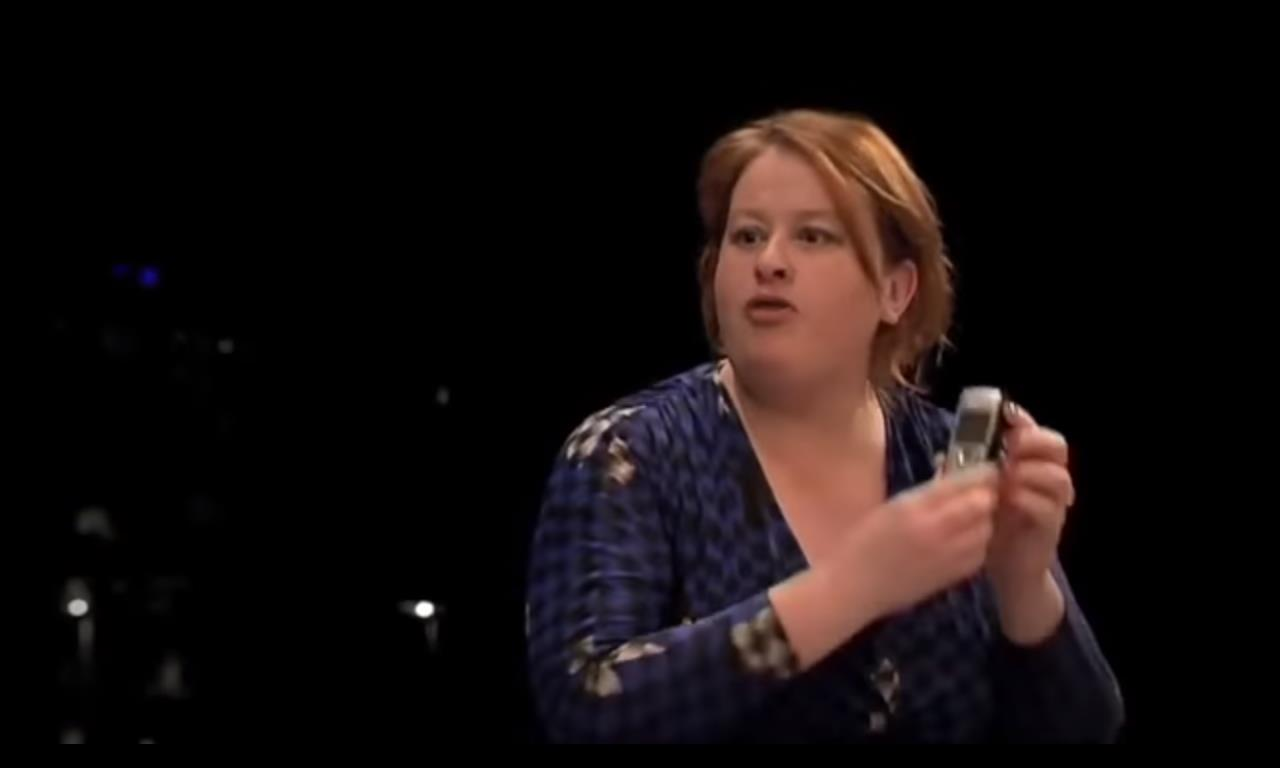

에바 판데르휘흐트(Eva Van Der Gucht, 1977년 9월 1일 ~ )는 벨기에의 배우, 영화배우이다.

## 영화
- 플랜 바트 (2014년)
- 타임 오브 마이 라이프 (2012년)
- 쿨한 아이는 울지 않아 (2012년)
- 북해, 텍사스 (2011년) - 이베트 역
- 딕 트롬 (2010년)